# ジャン・バティスト・ベルトラン
ジャン・バティスト・ベルトラン（James Bertrand、本名: Jean Baptiste Bertrand、1823年3月25日 - 1887年9月23日）はフランスの画家、版画家、イラストレーターである。ジェームズ・ベルトランの名前でも活動した。

## 略歴
リヨンの帽子店の息子に生まれた。1840年にリヨン国立高等美術学校に入学し、エティエンヌ・レイ(Étienne Rey:  1789–1867) やクロード・ボンヌフォンに学んだ。
1844年にパリに出て、パリ国立高等美術学校で学び、ローマで「ナザレ派」の影響を受けた画家のヴィクトール・オルセル(Victor Orsel: 1795-1850）やアルフォンス・ペラン(Alphonse Périn: 1798-1874)のもとでパリのノートルダム・ロレット教会(Église Notre-Dame-de-Lorette)の装飾画の仕事をしたとされ、オルセルのナザレ派のスタイルを受け継いだとされる。
1857年から1862年の間は、ローマで修行した。パリに戻った後、彫刻家のジャン＝バティスト・カルポーやアレクサンドル・ファルギエール、オーギュスト・クレサンジェらと親しくなり、彼らの影響を受けて、1860年代後半から寓意画や風俗画を描くようになった。文学作品にも題材を得て「サッフォーの死」(1867)、「ヴィルジニーの死」(1869)、「マノン・レスコーの死」(1870)、「オフェリアの死」(1872)などの作品を描き、これらは版画にされて出版され、人気を得た。
1876年にレジオンドヌール勲章（シュヴァリエ）を受勲した。

## 作品

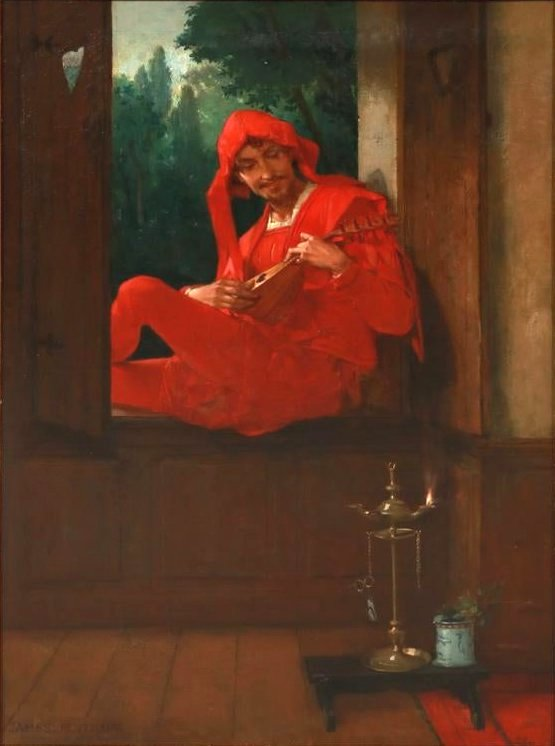
トルバドゥール（吟遊詩人）
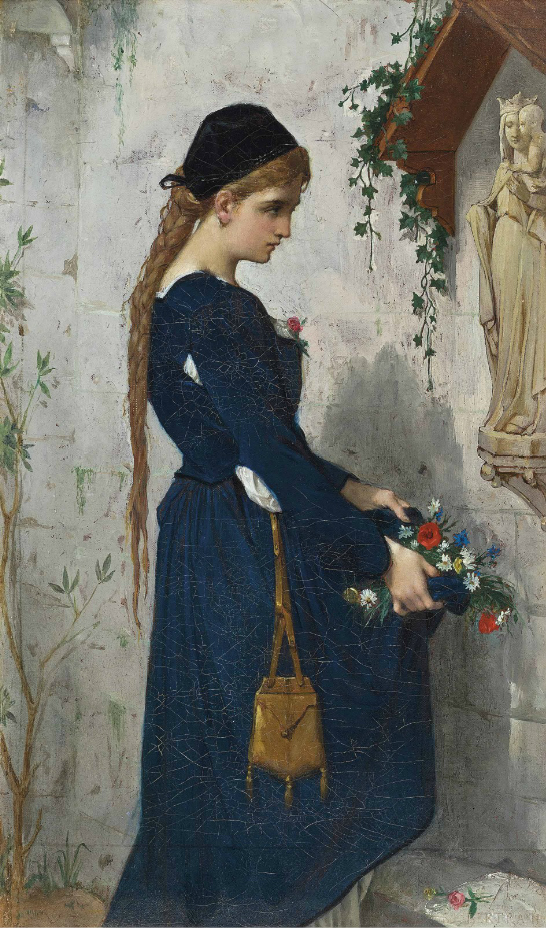
聖院で
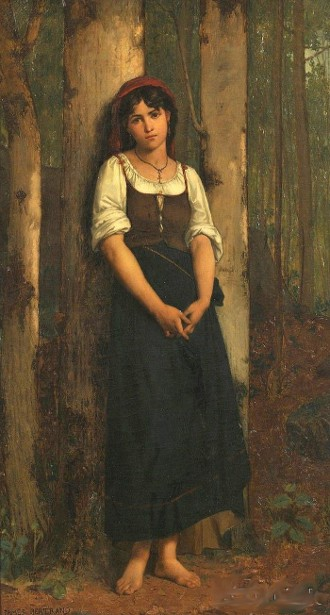
瞑想
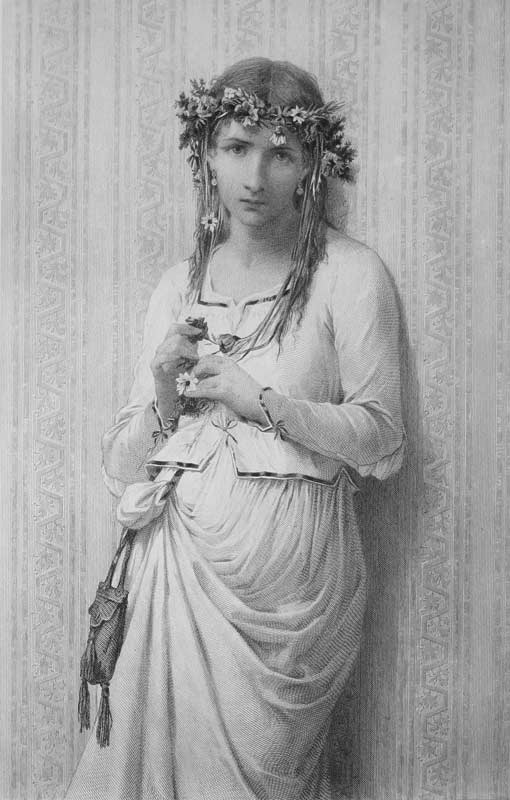
オフェリア